# Кутзее, Джерри
Герхардус Кристиан (Джерри) Кутзее (африк. Gerhardus Christian Coetzee; 14 августа 1955, Боксбург, ЮАР — 12 января 2023, Кейптаун, ЮАР) — южноафриканский боксёр-профессионал, чемпион мира в тяжёлом весе. Стал первым африканским боксёром, вышедшим на бой за звание чемпиона мира среди тяжеловесов — и первым африканским боксёром, это звание завоевавшим.

## Биография
Дебютный поединок Кутзее состоялся в сентябре 1974 года, и в основном он выигрывал бои убедительно по очкам.
Первый свой титул чемпиона Южной Африки Кутзее завоевал в апреле 1976 года в бою с Джимми Ричардсом, которого нокаутировал в 9-м раунде. Затем он отстаивал титул несколько раз, в конечном итоге решил это оставить, чтобы сосредоточиться и стать чемпионом мира.
В июне 1979 года он встретился в ринге с экс-чемпионом мира Леоном Спинксом. Спинкс трижды падал в 1-м раунде, после третьего падения рефери остановил бой. Это было первое досрочное поражение Спинкса.
Первая попытка Кутзее стать чемпионом мира закончилась неудачей. В октябре 1979 года в бою с Джоном Тейтом, увы, Кутзее явно не хватило выносливости и скорости; после 15 раундов победу по очкам одержал Тейт. Это было первое поражение Кутзее. Тейт, впрочем, пробыл чемпионом недолго — в скором времени пояс у него отобрал Майк Уивер. Кутзее выпал, ещё один шанс побороться за титул чемпиона мира.
В октябре 1980 года Кутзее встретился с Майком Уивером. Кутзее атаковал довольно энергично и долгое время явно доминировал; постепенно его напор начал угасать — и уже к 12-му раунду обстановка на ринге выровнялась. За оставшиеся три раунда Уивер сумел перехватить инициативу и в 13-м раунде отправить Кутзее в первый в его жизни нокаут.
Через 5 месяцев Джерри вернулся на ринг; сначала он одолел Джорджа Чаплина (George Chaplin).
Затем в августе 1981 года вышел на бой с Ренальдо Снайпсом (Renaldo Snipes). Со Снайпсом Джерри справлялся вроде бы неплохо; увы, Кутзее сравнительно рано выложился полностью — бой же считался не по очкам, в целом, а по раундам. Кутзее же в последних раундах продемонстрировал, как обычно, не особо высокий уровень — окончательно закрепив за собой репутацию 'бойца 6 раундов'. Это было третье поражение Кутзее в ринге.
Затем, он провёл четыре поединка и все закончил досрочно. В январе 1983 г. Джерри вышел на ринг против Пинклона Томаса (Pinklon Thomas); тот уже прекрасно знал, что ожидать от противника и сумел свести матч вничью.
Некоторые уже поставили на Кутзее крест; боксёр, однако, не сдался — он все ещё мечтал стать чемпионом мира. Для третьей попытки Джерри Кутзее выбрал чемпиона WBA Майкла Доукса (Michael Dokes). Их бой состоялся в г. Ричфилде, штат Огайо в сентябре 1983 года. На сей раз Кутзее наконец повезло; после нескольких раундов сравнительно равной борьбы Джерри сумел переломить ход боя и взять инициативу в свои руки. В 10-м раунде Джерри отправил противника в нокаут — и тем самым завоевал титул чемпиона мира среди тяжеловесов. Позже выяснилось, что удар, отправивший Доукса в нокаут, самому Кутзее повредил едва ли не больше — Джерри сломал себе руку. В интервью «Sports Illustrated» Доукс сказал, что проиграл Джерри Кутзее из-за того, что принимал наркотики и употреблял алкоголь непосредственно во время подготовки к поединку с южноафриканцем.
Завоевав чемпионский пояс, Кутзее решил его 'улучшить' — сразив Ларри Холмса, Кутзее смог бы стать не только чемпионом дивизиона, но и 'настоящим' чемпионом мира — так уж сложилось, что чемпионский пояс Холмса в глазах фанатов весил несколько больше. Увы, сбыться его планам было не суждено; агенты Холмса в поединке отказали, да и сам Джерри в скором времени вновь повредил руку.
Первая защита титула оказалась последней, для Кутзее. В 8-м раунде он был нокаутирован Грегом Пейджем, причём защита титула проходила в родных стенах южноафриканца.
В сентябре 1985 г. Кутзее побеждает в равном бою против Джеймса Тиллиса, помогли родные стены. Это уже был спад.
Затем в марте 1986 г. он поехал в Великобританию, чтобы сразиться с опасным британским нокаутёром Фрэнком Бруно. Бой продлился всего менее двух минут, за это время Бруно дважды отправлял Кутзее на настил ринга, после второго падения, голова южноафриканца вылетела за канаты, тело было в ринге. Это был тяжелый нокаут.
После этого боя Кутзее объявил о завершении боксёрской карьеры, однако спустя 7 лет решил снова вернуться на ринг, но выступал крайне редко, проведя только 3 поединка за 4 года.
Последний бой провёл против бывшего чемпиона мира в среднем весе Айрена Баркли. Баркли нокаутировал Кутзее в 10-м раунде.
После этого боя Кутзее решил навсегда повесить перчатки на гвоздь.
В конце мая 2013 года имел проблему с законом, но был оправдан судом Кейптауна. Он обвинялся в том, что работал зубным техником без соответствующей регистрации. Судья заявил, что не нашёл достаточных доказательств для признания вины 58-летнего Кутзее. Адвокат заявил, что его подзащитный имел сертификат дантиста, но потерял его.
Кутзее умер от рака легких 12 января 2023 года в возрасте 67 лет.